# Київська обласна бібліотека для юнацтва
Комунальний заклад Київської обласної ради «Київська обласна бібліотека для юнацтва» створена у 1980 році. Створювалась бібліотека на базі бібліотеки-філіалу № 4 ЦБС Печерського району, яка в свою чергу була заснована у 1951 році і підпорядковувалась Управлінню культури виконкому Київської міської Ради депутатів трудящих, що підтверджує реєстраційна карта бібліотеки, видана Міністерством культури УРСР від 4 січня 1970 року та рішення Київського міського управління статистики № 299 від 05.06.03 про включення до ЕДРПТОУ КЗ КОР «Київська обласна бібліотека для юнацтва».
КЗ КОР «Київська обласна бібліотека для юнацтва», колишня назва Київська Державна обласна бібліотека для юнацтва ім. Я. Галана, рішенням Київської обласної Ради народних депутатів від 29.09.1992 року є об'єктом комунальної власності області, що передане в управління обласній державній адміністрації.

## Режим роботи
Пн-Чт: 10-18
Пт: 10-17
Сб, Нд: вихідні.
Останній робочий день місяця — санітарний.

## Структура
- науково-методичний відділ
- інформаційно-бібліографічний
- відділ обслуговування користувачів
- сектор мистецтв
- відділ комплектування фондів та каталогізування документів
- відділ зберігання та реставрації бібліотечних фондів

## Діяльність
Київська обласна бібліотека для юнацтва є загальнодоступним спеціалізованим закладом обласного значення, що здійснює бібліотечне, бібліографічне і довідково-інформаційне обслуговування юнацтва, а також спеціалістів з питань виховання, освіти, соціальної адаптації, організації дозвілля молоді.
Вона також є обласним науково-методичним центром з питань бібліотечно-інформаційного обслуговування юнацтва та молоді.
Бібліотека займається просвітницькою роботою, популяризацією української книги. Завданням бібліотеки також є сприяння розвитку інформаційного, культурного потенціалу студентської молоді за допомогою історичних уроків, днів інформації, майстер-класів для студентства та книжкових виставок.
Київська обласна бібліотека для юнацтва здійснює книгообмін з бібліотеками області, проводить науково-практичні семінари, практикуми для працівників районних та міських бібліотек Київської області що обслуговують юнацтво, надає методичну допомогу на місцях, консультацію фахівців, бере участь в організації системи підвищення кваліфікації та безперервної професійної освіти бібліотечних кадрів. Бібліотека займається видавничою діяльністю: видає відповідну науково-методичну літературу для бібліотек області по роботі з юнацтвом.
Працівники бібліотеки систематично беруть участь у різних науково-практичних конференціях, Форумах, відвідують семінари, обмінюються досвідом з колегами з інших бібліотек з метою підвищення свого професійного рівня.
Для користувачів бібліотеки проводяться тематичні перегляди літератури, круглі столи, вечори-зустрічі, бесіди, консультації з питань національної традиції, історії і культури України, українознавства, народознавства, з питань освіти та самоосвіти молоді, з розвитку інтелектуального потенціалу та загальної ерудиції молоді.

## Фонди
Фонди бібліотеки налічують 50 тис. екземплярів книг та інформаційних документів з усілякої тематики. Підбірка літератури спрямована на учнівську молодь, студентство, вчителів, педагогів. Також у наших залах можна знайти літературу для дітей, художню літературу, найрізноманітнішу періодику, що налічує 180 назв газет та журналів. Цікаво в нас буде й тим, хто пише наукові роботи, як то: реферати, курсові, науково-дослідні роботи студентів, тощо. Крім книг представлені нотні видання, а також широкий вибір альбомів з мистецтва − понад 3,5 тис. примірників з усіх видів та жанрів.

## Користувачі
Щорічно бібліотека обслуговує більше 5 тисяч користувачів, при загальній кількості відвідувань — 26102. До бібліотеки звертається молодь з усього міста Києва, для одержання літератури та інформації з усіх галузей знань, так як фонд бібліотеки є універсальним і комплектувався протягом багатьох років. Щорічна книговидача — близько 110 тис. примірників, з них приблизно 65 % — книги, та 35 % — періодика

## Бібліотеки територіальних громад Київської області
| №   | Назва територіальної громади                     | Офіційна назва бібліотеки                                                                                               | Індекс, поштова адреса бібліотеки                                       | Адреси сайту, блогу, сторінок у соцмережах |
| 1.  | Баришівська ТГ Броварського району               | Баришівська ЦБС відділу культури та туризму Баришівської селищної ради                                                  | 07501, Київська обл. смт Баришівка, вул. Київський шлях,33              | https://www.facebook.com/Баришівська-централізована-бібліотечна-система-1678981342167520/ |
| 2.  | Березанська ТГ Броварського району               | Публічна бібліотека Березанської громади                                                                                | 07541 Київська обл.,м. Березань,вул.,Шевченків шлях 131                 | https://www.facebook.com/groups/2226639230929816 https://www.facebook.com/people/Бібліотека-філія-для-дітей-Публічної-бібліотеки/100064390311479/ |
| 3.  | Білоцерківська міська ТГ Білоцерківського району | КЗ БМР «Білоцерківська міська ЦБС ім. Петра Красножона» Центральна бібліотека                                           | 09117, м. Біла Церква, вул. Торгова Площа, 4/27                         | http://biblioteka.com.ua/ https://www.facebook.com/groups/196617491547858 https://www.facebook.com/groups/786752814712373/https://www.youtube.com/channel/UCJglhnXrN5a3hImnF5Sax_g/featured https://www.instagram.com/bc_family_library/ https://www.instagram.com/bibfilial1/                            |
| 4.  | Богуславська ТГ Обухівського району              | КЗ «Публічна бібліотека» Богуславської міської ради                                                                     | 09701 м. Богуслав вул. Острів, 1                                        | http://www.bohuslav-cbs.edukit.kiev.ua/ https://www.youtube.com/channel/UCU_RBgEe_VwaW5yI_oLz5Ng/featured https://www.facebook.com/profile.php?id=100010887015553 https://www.facebook.com/groups/229896571711695 https://www.instagram.com/boguslavbiblioteka/?hl https://www.instagram.com/krea.tyv/?hl |
| 5.  | Бориспільська ТГ Бориспільського району          | Публічна бібліотека ім. В.Чорновола Бориспільської міської ради                                                         | 08301, м. Бориспіль, вул.. Європейська, 6                               | http://www.mcbs.org.ua/ https://www.facebook.com/biblio.boryspil https://www.instagram.com/biblioboryspil/?hl |
| 6.  | Бородянська селищна ТГ Бучанського району        | Бородянська центральна бібліотека                                                                                       | 07801 вул. Паркова 1а, сел. Бородянка                                   | https://www.facebook.com/borodianskatsbfil https://www.facebook.com/borodianskatsb |
| 7.  | Борщагівська ТГ Бучанського району               | Публічна бібліотека Борщагівської сільської ради                                                                        | 08131, с. Софіївська-Борщагівка, вул. Соборна 114б.                     | https://www.facebook.com/Публічна-Бібліотека-Борщагівської-громади-109185194763106 https://www.instagram.com/borschagivska_biblioteka/ |
| 8.  | Боярська ТГ Фастівського району                  | Комунальний заклад «Боярська публічна бібліотека»                                                                       | 08153 м. Боярка, вул. Молодіжна,77                                      | https://www.facebook.com/Комунальний-заклад-Боярська-публічна-бібліотека-108650348288083 |
| 9.  | Броварська міська ТГ Броварський район           | Броварська міська публічна бібліотека                                                                                   | 07401 м. Бровари, вул. Я. Мудрого, 36                                   | https://www.facebook.com/Brovpublbibl https://www.facebook.com/brovarybiblioteka https://www.instagram.com/brovary.bib/ |
| 10. | Бучанська міська ТГ Бучанського району           | Публічна бібліотека Бучанської міської ТГ                                                                               | 08292, м.Буча, вул. Енергетиків 2.                                      | https://www.facebook.com/buchalibrary https://www.facebook.com/groups/buchareads |
| 11. | Васильківська міська ТГ Обухівського району      | Васильківська міська централізована бібліотечна система                                                                 | 08600 м. Васильків вул..Володимирська,2                                 | https://www.facebook.com/miska.cbs.biblioteka |
| 12. | Великодимерська ТГ Броварського району           | Бібліотека смт Велика Димерка КЗ «Центр культури, дозвілля та спорту» Великодимерської селищної ради                    | 07442 смт. Велика Димерка, вул. Промислова 2                            | |
| 13. | Вишгородська ТГ Вишгородського району            | Комунальний заклад «Публічна бібліотека Вишгородської міської ради»                                                     | 07301, м. Вишгород, вул. Шолуденка, 8                                   | https://www.facebook.com/kzpb2021 |
| 14. | Вишнева ОТГ Бучанського району                   | КЗ «Публічна бібліотека» Вишневої міської ради                                                                          | 08132 м. Вишневе вул. Лесі Українки, 33                                 | https://www.facebook.com/kscrbdd |
| 15. | Володарська ТГ Білоцерківського району           | КЗ ВСР «Володарська селищна публічна бібліотека»                                                                        | 09301, смт Володарка, вул. Кооперативна, 20                             | https://www.facebook.com/Володарська-селищна-публічна-бібліотека-419290685079087 |
| 16. | Вороньківська ТГ Бориспільського району          | Вороньківська сільська бібліотека Вороньківської сільської ради                                                         | 08352, с. Вороньків, вул. Паркова, 2Б                                   | https://www.facebook.com/voronkivbiblioteka555 |
| 17. | Гатненська ТГ Фастівського району                | Юрівська сільська бібліотека                                                                                            | 08170 село Юрівка Вулиця Кооператива 4                                  | https://www.facebook.com/groups/1914959452002295 |
| 18. | Глевахівська ТГ Фастівського району              | Глевахівська селищна бібліотека                                                                                         | 08630, смт Глеваха, вул. Київська, 78                                   | https://www.facebook.com/Глевахівська-селищна-бібліотека-186258575410539 |
| 19. | Гостомельська ТГ Бучанського району              | Центральна бібліотека Публічної бібліотеки Гостомельської ТГ                                                            | 08290 смт. Гостомель, вул. Свято-Покровська, 117                        | https://www.facebook.com/groups/684787132304437 |
| 20  | Димерська ТГ Вишгородський район,                | Димерська міська бібліотека для дорослих                                                                                | 07330, смт Димер, вул. Соборна, 6                                       | https://www.facebook.com/profile.php?id=100080639822001 |
| 21  | Дівичківська ОТГ Бориспільського району          | Публічна бібліотека села Єрківці Дівичківської сільської ради                                                           | 08430 Вул. Ферапонтова, 7 Село Єрківці Бориспільський район             | https://www.facebook.com/Дівичківська-сільська-бібліотека-898194580527631/ https://www.facebook.com/Публічна-бібліотека-с-Єрківці-1640727989391427/ |
| 22  | Томашівська сільська територіальна громада       | Дідівщинська сільська бібліотека                                                                                        | 08514, Київська ол.,Фастівський р-н, с.Дідівщина, вул. Житомирська 1«в» | https://www.facebook.com/groups/3209249756065400 |
| 23  | Зазимська сільська ТГ Броварського району        | Літківська сільська бібліотека КЗ «ЦКДС» Зазимської сільської ради                                                      | 07411, с.Літки, вул..Шевченка,65                                        | https://www.facebook.com/groups/682989536187683/permalink/919148775905090/ |
| 24  | Згурівська ТГ Броварського району                | Згурівська селищна бібліотека КЗ «Центр культури і мистецтва» Згурівської селищної ради                                 | 07601 смт Згурівка, вул. Кошового О., 34                                | https://www.facebook.com/groups/753103171967217 |
| 25  | Іванківська селищна ТГ Вишгородського району     | КЗ Іванківської селищної ради «Іванківська публічна бібліотека»                                                         | 07201 смт. Іванків, вул.. І.Проскури, 2                                 | https://www.facebook.com/Library-Ivankiv-Бібліотека-Іванків-290980894618188 https://www.facebook.com/profile.php?id=100064594244079 |
| 26  | Ірпінська міська ТГ Бучанського район            | Ірпінська міська публічна бібліотека ім.. М. Рильського                                                                 | 08205, м. Ірпінь, вулиця Шевченка, 3-а                                  | http://www.irpin-bibl.kiev.sch.in.ua/ https://www.facebook.com/biblioteka.irpin/ |
| 27  | Кагарлицька міська ТГ Обухівського району        | Публічна бібліотека відділу культури Кагарлицької міської ради                                                          | 09201 м. Кагарлик, вул. Став’янка 4                                     | https://www.facebook.com/profile.php?id=100017175399757 https://www.youtube.com/channel/UCMtGmATFi3CJv4-mVQ8OqZQ https://www.instagram.com/biblioteka_kagarlyk/ |
| 28  | Калинівська ТГ Броварського району               | Калинівська селищна бібліотека КЗ Калинівської селищної ради «Центр культури та дозвілля»                               | 07443, смт. Калинівка, вул. Травнева, 10                                | https://www.facebook.com/KalynivkaBooks/ |
| 29  | Калитянська ТГ Броварського району               | Бібліотека села Семиполки «Центр культури, спорту та дозвілля» Калитянської селищної ради                               | 07423 Броварський район село Семиполки вул. Київське шосе,113           | https://www.facebook.com/profile.php?id=100081496326505 |
| 30  | Ковалівська ТГ Білоцерківського району           | Базова сільська публічно-шкільна бібліотека с. Ковалівка                                                                | 08652 с.Ковалівка вул.Фастівська,23                                     | https://www.facebook.com/knigahome |
| 31  | Козинська ТГ Обухівського району                 | Бібліотека села Старі Безрадичі                                                                                         | 08714, с. Старі Безрадичі, вул. Київська, 3в                            | |
| 32  | Коцюбинська ТГ Бучанський район                  | КЗ «Публічна бібліотека ім.. О.І.Гайдай» Коцюбинської селищної ради                                                     | 08298 селище Коцюбинське, вулиця Пономарьова 6а                         | https://www.facebook.com/groups/2328891020737730 |
| 33  | Макарівська селищна ТГ Бучанського району        | КЗ « Публічна бібліотека» Макарівської селищної ради                                                                    | 08001 смт Макарів вул. Довженка Олександра,18                           | https://www.facebook.com/groups/1554781061557907 |
| 34  | Маловільшанська ТГ Білоцерківський район         | КЗ «ЦКДТ» Маловільшанської сільської ради,бібліотека с. Озерна.                                                         | 09129 с. Озерна, вул. Б. Хмельницького, 22.                             | https://www.facebook.com/Бібліотека-с-Озерна-654546008269882/ |
| 35  | Медвинська ТГ Білоцерківського району            | КЗ «Медвинська Публічна бібліотека» Медвинської сільської ради                                                          | 09751 с.Медвин вул. О. Василенка 3,                                     | https://www.facebook.com/groups/261355348968983/ |
| 36  | Миронівська міська ТГ Обухівського району        | Миронівська базова бібліотека Миронівської міської ТГ                                                                   | 088001, м. Миронівка вул. Соборності 60                                 | https://www.facebook.com/groups/209973396480934 |
| 37  | Обухівська ТГ Обухівського району                | Обухівська центральна публічна бібліотека Обухівської міської ради                                                      | 08700 м. Обухів, вул. Київська 14                                       | https://www.facebook.com/ocrbiblioteka/ |
| 38  | Петрівська громада Вишгородський район           | Публічна бібліотека Петрівської громади                                                                                 | 073353 с. Старі Петрівці, вул. Князя Святослава, 149                    | https://www.facebook.com/groups/2853956114715285 |
| 39  | Пісківська ОТГ Бучанського району                | Публічна бібліотека Пісківської селищної ОТГ                                                                            | 07820, вул. Шкільна, 31, смт. Пісківка,                                 | https://www.youtube.com/channel/UC2XosXDmkT4KU16AoA3o-RA/featured https://www.facebook.com/257453731430700 https://www.instagram.com/_publiclibrary/ |
| 40  | Поліська ТГ Вишгородського району                | КЗ Поліської селищної ради «Красятицька публічна бібліотека»                                                            | 07053 Смт. Красятичі вул.. Воздвиженська 7В                             | https://www.facebook.com/profile.php?id=100076149263000 |
| 41  | Пристолична ТГ Бориспільський р-н,               | Пролісківська сільська бібліотека Пристоличної с/р                                                                      | 08322, с. Проліски, вул. Паркова,6                                      | https://www.facebook.com/Пролісківська-сільська-бібліотека-108840486492158/ |
| 42  | Ржищівська міська ТГ Обухівський район           | КЗ «Ржищівська публічна бібліотека»                                                                                     | 09230, Київська обл, м.Ржищів, вул Соборна 8                            | https://www.facebook.com/rzhyshchiv.biblioteka |
| 43  | Рокитнянська ТГ Білоцерківського району          | Публічна бібліотека КЗ Рокитнянської селищної ради                                                                      | 09601 вул. Першотравнева,7 смт Рокитне                                  | https://roklibrary.wordpress.com/ https://www.facebook.com/groups/266745695023828 |
| 44  | Сквирська міськ ТГ Білоцерківського району       | Сквирська центральна міська бібліотека                                                                                  | 09001 м. Сквира вул. Богачевського,33                                   | https://www.facebook.com/bibliotekask1/ https://www.facebook.com/skbiblioteka |
| 45  | Славутицька міська ТГ Вишгородський район        | Загальноміський бібліотечно-інформаційний центр Славутицької ЦБС Бібліотечно – інформаційний центр для дітей та юнацтва | 07101, м,Славутич Поліський квартал, 12 Вул. Збройних Сил України, 1,,  | http://slavutichlib.com.ua/ https://www.youtube.com/channel/UC3PSHBx0BJG7JhpoBgt7suA/featured https://www.facebook.com/info.zbic/ https://www.facebook.com/slavutich.library/ https://www.youtube.com/channel/UCHtWnf3HuMrxhjikAOw1PUg/featured                                                           |
| 46  | Ставищенська селищна ТГ Білоцерківського району  | Публічна бібліотека КЗ "ЦБС Ставищенської селищної ради"                                                                | 09401 смт Ставище вул. Сергія Цимбала,48                                | https://www.facebook.com/kzspb https://www.facebook.com/groups/1473793662827522/ |
| 47  | Студениківська ОТГ Бориспільського району        | Студениківська публічна бібліотека                                                                                      | 08421 село Студеники вулиця Корзуна 8                                   | https://www.facebook.com/Бібліотеки-Студениківської-громади-103264027788387 https://www.facebook.com/groups/371694893336863 |
| 48  | Таращанська ТГ Білоцерківський р-н               | Таращанська центральна бібліотека КЗ Таращанської міської ради «Таращанська централізована бібліотечна система»         | 09501 м. Тараща, вул. Революції, 2                                      | https://www.facebook.com/Таращанська-районна-ЦБС-101286081473299 |
| 49  | Ташанська ТГ Бориспільський р-н, с.              | КЗ Публічна бібліотека Ташанської сільської ради                                                                        | 08463, Пологи-Вергуни, вул. Макаренка, 15                               | https://www.facebook.com/groups/libraryofthetashancommunity |
| 50  | Тетіївська міська ТГ Білоцерківський р-н,        | КЗ «Тетіївська централізована бібліотечна система ім. Миколи Кравчука»                                                  | 09800 м. Тетіїв вул. Соборна, 54                                        | https://www.facebook.com/TetievLibrary |
| 51  | Томашівська ТГ Фастівського району               | Дідівщанська сільська бібліотека                                                                                        | 08514, с.Дідівщина, вул.Житомирська 1 «в»                               | https://www.facebook.com/groups/3209249756065400 |
| 52  | Узинська міська ТГ Білоцерківського району       | Узинська публічна опорна бібліотека для дорослих                                                                        | 09161 м. Узин, вул. Поповича. , 4                                       | https://www.facebook.com/groups/996047084174330 |
| 53  | Українська ТГ Обухівський р-н,                   | Українська міська бібліотека                                                                                            | 08720, м.Українка, пр-т Дніпровський, 15 а                              | https://www.facebook.com/UkrainkaLibrary |
| 54  | Фастівська ТГ Фастівського району                | Комунальний заклад Фастівської міської ради «Фастівська міська бібліотека»                                              | 08500, Київська область, м. Фастів, площа Перемоги 1,                   | https://www.facebook.com/fastbibl/ |
| 55  | Фурсівська ТГ Білоцерківський р-н.,              | КЗ «Центр культури, дозвілля та спорту Фурсівської сільської ради» Центральна бібліотека села Фурси.                    | 09150 с.Фурси.,вул. Ярослава Мудрого 48-А.                              | https://www.facebook.com/groups/bibliotekafursy |
| 56  | Циблівська ТГ Бориспільський район               | Циблівська Опорна бібліотека Циблівської сільської ради                                                                 | 08454 вул.Шевченка, б.41, с. Циблі                                      | https://www.facebook.com/groups/834345007845582/ |
| 57  | Чабанівська ТГ Фастівського району               | Сільська бібліотека с. Новосілки Чабанівської селищної ради                                                             | 03027 с. Новосілки, вул. Озерна,4                                       | https://www.facebook.com/groups/613025525877682 |
| 58  | Яготинська ТГ Бориспільський район               | Яготинська центральна бібліотека для дорослих Яготинської міської ради                                                  | 07700 м. Яготин вул. Незалежності, 87                                   | https://www.facebook.com/knijka7 https://www.facebook.com/groups/903996666644826 |

## Юнацькі структурні підрозділи бібліотек Київської області
Інформація станом на 1.01.2020 року. На даний час відбуваються зміни в бібліотечній системі і актуальні дані розміщені в попередній таблиці, ця збережена для історії.
| №  | Район/Місто            | Офіційна назва бібліотеки | Індекс, поштова адреса бібліотеки                                            | Адреси сайту, блогу, сторінок у соцмережах |
| 1  | Баришівський           | Баришівська централізована бібліотечна система | 075000, смт. Баришівка, вул. Київський шлях, 33,                             | https://www.facebook.com/Баришівська-централізована-бібліотечна-система-1678981342167520/ |
| 2  | Білоцерківський        | Білоцерківська центральна районна бібліотека | 09106, м. Біла Церква, вул. Тімірязєва 2-А                                   | http://bcraybiblioteka.blogspot.com/ [Архівовано 8 Лютого 2017 у Wayback Machine.] https://www.facebook.com/profile.php?id=100022604258198 |
| 3  | Богуславський          | Богуславська централізована бібліотечна система | 09701, м. Богуслав, вул. Острів, 1,                                          | http://www.bohuslav-cbs.edukit.kiev.ua/ [Архівовано 8 Лютого 2017 у Wayback Machine.] https://www.facebook.com/profile.php?id=100010887015553 https://www.instagram.com/boguslavbiblioteka/?hl=uk |
| 4  | Бориспільський         | Районний науково-методичний центр відділу культури і туризму | 08300, м. Бориспіль, вул. Небесної Сотні, 8,                                 | |
| 5  | Бородянський           | Центральна районна бібліотека Бородянської централізованої бібліотечної системи | 07801, смт. Бородянка, вул. Паркова, 1-а                                     | https://www.facebook.com/borodianskatsrb/ |
| 6  | Броварський            | Броварська централізована бібліотечна система | 07401, м. Бровари, вул. Ярослава Мудрого 36,                                 | http://brovary-cbs.edukit.kiev.ua/ [Архівовано 8 Лютого 2017 у Wayback Machine.] https://www.facebook.com/BrovCRB/ |
| 7  | Васильківський         | Васильківська центральна районна бібліотека | 08600, м. Васильків, вул. Володимирська 2,                                   | https://www.facebook.com/vasilkov.kultyra/ [Архівовано 16 Травня 2019 у Wayback Machine.] https://www.facebook.com/vasilkiv.rb |
| 8  | Вишгородський          | Вишгородська центральна районна бібліотека | 07300, м. Вишгород, вул. Шолуденка, 8,                                       | https://www.facebook.com/Вишгородська-центральна-районна-бібліотека-1793558757574890/?pnref=lhc |
| 9  | Володарський           | Володарська районна бібліотечна система | 09301, смт. Володарка, вул. Кооперативна 20,                                 | http://volodarka-cbs.edukit.kiev.ua/ [Архівовано 8 Лютого 2017 у Wayback Machine.] https://www.facebook.com/Володарська-районна-бібліотека-419290685079087/ |
| 10 | Згурівський            | Згурівська Централізована бібліотечна система | 07600, смт. Згурівка, вул. Українська, 61,                                   | https://sites.google.com/site/zgurivskazbs/ [Архівовано 7 Лютого 2017 у Wayback Machine.] |
| 11 | Іванківський           | Іванківська центральна районна бібліотека | 07201, смт. Іванків, вул. І. Проскури 2                                      | http://ivankiv-cbs.edukit.kiev.ua/ [Архівовано 8 Лютого 2017 у Wayback Machine.] https://www.facebook.com/Library-Ivankiv-290980894618188/ |
| 12 | Кагарлицький           | Відділ культури і туризму, національностей та релігій Кагарлицької райдержадміністрації, районний організаційно — методичний центр народної творчості та культурно — освітньої роботи | 09201, м. Кагарлик, площа Незалежності, 1, к. 217.                           | |
| 13 | Києво-Святошинський    | Києво-Святошинська центральна районна бібліотека для дорослих | 08132, м. Вишневе, вул. Лесі Українки, 33,                                   | http://kslibrary.org.ua/ [Архівовано 11 Грудня 2016 у Wayback Machine.] https://www.facebook.com/kscrbdd [Архівовано 27 Січня 2022 у Wayback Machine.] |
| 14 | Макарівський           | Макарівська центральна районна бібліотека | 08000, смт. Макарів, вул. Довженка Олександра, 18,                           | http://makariv-cbs.edukit.kiev.ua/ [Архівовано 26 Січня 2018 у Wayback Machine.] |
| 15 | Миронівський           | Миронівська базова бібліотека Миронівської міської ради | 08800, м. Миронівка, вул. Соборності, 60,                                    | https://www.facebook.com/groups/209973396480934 |
| 16 | Обухівський            | Обухівська центральна районна бібліотека | 08700, м. Обухів, вул. Київська, 14,                                         | http://ocrb.com.ua/ [Архівовано 9 Лютого 2019 у Wayback Machine.] http://ocrbiblioteka.blogspot.com/ [Архівовано 2 Січня 2017 у Wayback Machine.] https://www.facebook.com/ocrbiblioteka/ |
| 17 | Переяслав-Хмельницький | Переяслав-Хмельницька районна централізована бібліотечна система | 08400, м. Переяслав, вул. Сковороди, 60,                                     | https://www.facebook.com/Переяслав-Хмельницька-районна-державна-адміністрація-219549438461393/ |
| 18 | Поліський              | Красятицька селищна бібліотека | смт. Красятичі, вул. Воздвиженська, 7Б                                       | |
| 19 | Рокитнянський          | Центральна районна бібліотека Рокитнянської районної ЦБС | 09600, смт. Рокитне, вул. Першотравнева 7,                                   | https://roklibrary.wordpress.com/ [Архівовано 17 Лютого 2020 у Wayback Machine.] |
| 20 | Сквирський             | Сквирська центральна районна бібліотека | 09000, м. Сквира, вул. Богачевського, 33,                                    | http://skvira-rda.org.ua/index.php?option=com_content&view=category&layout=blog&id=72&Itemid=126 [Архівовано 21 Квітня 2017 у Wayback Machine.] https://www.facebook.com/bibliotekask1/ |
| 21 | Ставищанський          | КЗ «Централізована бібліотечна система Ставищенського району Київської області» Ставищенська центральна районна бібліотека                                                            | 09400, смт. Ставище, вул. Сергія Цимбала, 48,                                | https://www.facebook.com/kzscrb/ |
| 22 | Таращанський           | КЗ Таращанської районної ради «Таращанська районна централізована бібліотечна система»                                                                                                | 09500, м. Тараща, вул. Революції 2,                                          | https://www.facebook.com/Таращанська-районна-ЦБС-101286081473299/?modal=admin_todo_tour [Архівовано 28 Вересня 2020 у Wayback Machine.] |
| 23 | Тетіївський            | Тетіївська централізована бібліотечна система імені Миколи Кравчука | 09800, м. Тетіїв вул. Соборна, 54,                                           | https://www.facebook.com/TetievLibrary |
| 24 | Фастівський            | Центральна районна бібліотека для дорослих Фастівської ЦБС | 08500, м. Фастів, вул. Льва Толстого 8,                                      | https://www.facebook.com/Фастівська-районна-державна-адміністрація-1438756796443668/ |
| 25 | Яготинський            | Яготинська центральна районна бібліотека | 07700, м. Яготин, вул. Незалежності, 87,                                     | https://www.facebook.com/knijka7 |
| 26 | м. Березань            | Централізована бібліотечна система Березанської ОТГ Бібліотека для дорослих | 07541, м. Березань, вул. Шевченків шлях 131,                                 | |
| 27 | м. Біла Церква         | КЗ БМР «Білоцерківська міська ЦБС ім. Петра Красножона» Центральна бібліотека | 09117, м. Біла Церква, вул. Торгова Площа, 4/27                              | http://biblioteka.com.ua/ [Архівовано 28 Січня 2019 у Wayback Machine.] http://cbbiblio.blogspot.com/ [Архівовано 3 Лютого 2018 у Wayback Machine.] https://www.facebook.com/groups/1625631394369357/?ref=group_header https://www.facebook.com/groups/786752814712373/ Філії: http://bcbiblio3.blogspot.com/ [Архівовано 30 Січня 2019 у Wayback Machine.] http://www.facebook.com/groups/228098200958664/ https://www.facebook.com/Librum5 https://www.facebook.com/groups/153921472062321 https://www.facebook.com/groups/1547942665246399/?ref=group_header |
| 28 | м. Бориспіль           | Міська централізована бібліотечна система Бориспільської міської ради | 08301, м. Бориспіль, вул. Європейська, 6                                     | http://mcbs.org.ua/ [Архівовано 25 Травня 2018 у Wayback Machine.] https://www.facebook.com/biblio.boryspil/ [Архівовано 15 Березня 2022 у Wayback Machine.] https://www.instagram.com/biblioboryspil/?hl=uk |
| 29 | м. Бровари             | Броварська міська бібліотека Броварської міської ради | 07400, м. Бровари. вул. Незалежності 5,                                      | https://www.facebook.com/groups/159411631535810/ https://www.facebook.com/groups/241020116353624/ |
| 30 | м. Буча                | Публічна бібліотека Бучанської міської об'єднаної територіальної громади | 08292, м. Буча, вул. Енергетиків 19,                                         | https://www.facebook.com/bibliotekabucha/ |
| 31 | м. Васильків           | Васильківська міська централізована бібліотечна система | 08600, м. Васильків, вул. Володимирська 2,                                   | https://web.archive.org/web/20170208032805/http://vasilkiv-kultura.in.ua/ |
| 32 | м. Ірпінь              | Ірпінська центральна міська бібліотека Ірпінської МЦБС | 08200, м. Ірпінь, вул. Шевченка 3-А,                                         | http://irpin-bibl.kiev.sch.in.ua/ [Архівовано 7 Лютого 2017 у Wayback Machine.] https://www.facebook.com/biblioteka.irpin/ |
| 33 | м. Кагарлик            | Кагарлицька міська бібліотека для дорослих | 09200, м. Кагарлик, вул. Став'янка 4,                                        | https://www.facebook.com/profile.php?id=100017175399757 |
| 34 | м. Обухів              | Обухівська міська бібліотека № 1 | 08703, м. Обухів, вул. Каштанова 4,                                          | |
| 35 | м. Ржищів              | Ржищівська міська бібліотека для дорослих | 09230, м. Ржищів, вул. Соборна,8,                                            | https://www.facebook.com/profile.php?id=100012626910081 |
| 36 | м. Славутич            | 1.Загальноміський бібліотечно-інформаційний центр, 2.Бібліотечно-інформаційний центр для дітей та юнацтва                                                                             | 07101, м. Славутич, Московський квартал, 12, вул. 77 Гвардійської дивізії, 1 | http://www.slavutichlib.com.ua/ [Архівовано 17 Січня 2018 у Wayback Machine.] https://www.facebook.com/slavutich.library/ https://www.facebook.com/info.zbic/ [Архівовано 28 Лютого 2022 у Wayback Machine.] |
| 37 | м. Фастів              | Комунальний заклад Фастівської міської ради «Фастівська міська бібліотека» | 08500, м. Фастів, площа Перемоги 1,                                          | http://fastbibl.ucoz.com/ [Архівовано 28 Лютого 2017 у Wayback Machine.] https://www.facebook.com/fastbibl/ |
| 38 | м. Яготин              | Яготинська міська бібліотека для дорослих | 07700, м. Яготин, вул. Клубна, 4а                                            | https://www.facebook.com/profile.php?id=100011050116599 |